# Angelababy

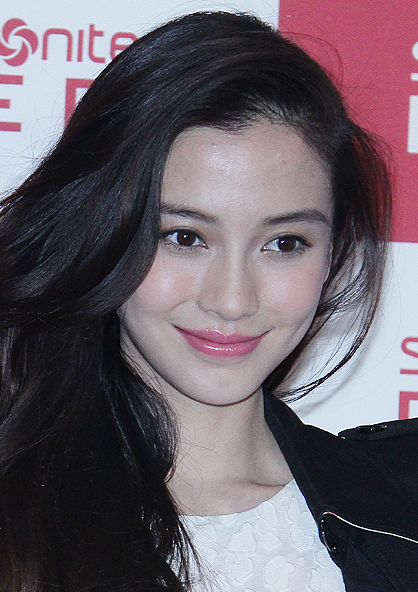
Angelababy im Jahr 2014

Angela Yeung Wing (chinesisch 楊穎 / 杨颖, Pinyin Yáng Yǐng, Jyutping Joeng4 Wing5, kantonesisch Yeung Wing; * 28. Februar 1989 in Shanghai), besser bekannt als Angelababy, ist ein chinesisches Model, eine Schauspielerin und Sängerin, die in Hongkong lebt. 2013 wurde sie von Southern Metropolis Daily als eine der neuen Four-Huadan / Dan-Darstellerinnen ausgewählt (einer Gruppe aus vier besonders bemerkenswerten Schauspielerinnen). 2016 gewann sie einen Hundred Flowers Award in der Kategorie „Beste Nebendarstellerin“ für ihre Rolle im Blockbuster Mojin: The Lost Legend.

## Leben und Karriere
Yeung Wing wurde 1989 in Shanghai als Tochter eines aus Hongkong stammenden Vaters von chinesisch-deutscher Herkunft und einer Mutter aus Shanghai geboren. Ihr Vater leitet ein Modeunternehmen in Shanghai. Unter dem Einfluss ihres Vaters begann sie sich schon früh für Mode zu interessieren. Im Alter von 13 Jahren zog Yeung nach Hongkong und erhielt mit 14 Jahren einen Vertrag als Model bei Style International Management. Aus ihrem englischen Vornamen Angela und ihrem Spitznamen aus der Grundschule „Baby“ bildete sie ihren Künstlernamen Angelababy. Sie spricht Hochchinesisch, Kantonesisch, Shanghai-Dialekt und Englisch.
2007 hatte Angelababy einen kurzen Cameo-Auftritt im Film Trivial Matters. Anschließend erhielt sie eine Reihe von Nebenrollen in verschiedenen Filmen und Musikvideos. Ihre erste Hauptrolle folgte 2011 an der Seite von Eddie Peng im Film Love You You. Für diesen Film sang sie zusammen mit JJ Lin außerdem ein Lied des Soundtracks. Für ihre Hauptrolle (an der Seite von Mark Chao) in First Time von 2012, einem Remake des koreanischen Films …ing (2003), wurde sie bei den 13. Chinese Film Media Awards als „meisterwartete Schauspielerin“ ausgezeichnet.
Auch in Tsui Harks Film Detective Dee und der Fluch des Seeungeheuers (mit Mark Chao als Titelfigur) hatte Angelababy 2013 eine tragende Rolle und wurde dafür beim 21. Beijing College Student Film Festival als populärste Schauspielerin ausgezeichnet. Die Teilnahme an der erfolgreichen Fernsehshow Keep Running steigerte ihre Bekanntheit noch einmal. Zusammen mit Michael Chen spielte sie 2014 in der Romanze Love on the Cloud mit. In diesem Jahr wurde Angelababy zur „Weibo-Königin“ ausgerufen und konnte sich auf dem zwölften Platz der Forbes China Celebrity 100 positionieren, mit einem geschätzten Einkommen von 41 Mio. Yuan.
Ihr Hollywood-Debüt hatte Angelababy 2015 mit einer Nebenrolle in Hitman: Agent 47. Danach trat sie im Film Mojin: The Lost Legend in Erscheinung, der auf der Buchreihe Ghost Blows Out the Light basiert und in China zum bis dahin erfolgreichsten chinesischen IMAX-Film wurde. Bei den 33. Hundred Flowers Awards gewann sie für ihre Rolle in der Kategorie „Beste Nebendarstellerin“, wurde aber für ihre mittelmäßige und glanzlose Schauspielarbeit kritisiert. Immer noch 2015 debütierte Angelababy auch im Fernsehen, in der historischen Fernsehserie Love Yunge from the Desert.
2016 folgte eine Nebenrolle im Hollywood-Film Independence Day: Wiederkehr. Auf der Forbes-Liste 30 under 30 Asian Celebrities wurde sie unter Entertainment und Sport aufgeführt. Im Jahr 2017 spielte Angelababy neben Wallace Chung in der Historienserie General and I. Die Serie war kommerziell erfolgreich, brachte Angelababy jedoch erneut Kritik für ihr Schauspiel ein.

## Persönliches
Angelababy war bereits sechs Jahre in einer Beziehung mit dem zwölf Jahre älteren Schauspieler Huang Xiaoming, bevor diese 2014 öffentlich wurde. Am 27. Mai 2015 heirateten sie in Qingdao. Die Hochzeitsfeier fand in Shanghai am 8. Oktober des Jahres statt und gilt als eine der teuersten Hochzeiten Chinas, mit geschätzten Ausgaben von 31 Mio. US-$. Im Oktober 2016 wurde Angelababys Schwangerschaft bekanntgegeben. Ihr Sohn kam am 17. Januar 2017 im Hong Kong Adventist Hospital in Happy Valley zur Welt. Am 28. Januar 2022 verkündete das Paar nach etwa sechs Jahren Ehe offiziell ihre Scheidung.
2015 verklagte Angelababy eine Klinik in Ruili auf eine Strafe von 80.000 US-$, da diese ihr eine Schönheitsoperation nachgesagt hatten, was sie jedoch durch eine Untersuchung in einem Pekinger Krankenhaus widerlegen konnte.
Angelababy investierte in diverse Unternehmen, darunter einen Nagelsalon, ein Café (zusammen mit Tony Leung Ka-Fai) und einen Lifestyle-Store. 2015 startete sie einen eigenen Investmentfonds, AB Capital, und kaufte die E-Commerce-Website Ymatou und die Getränkemarke HeyJuice. 2016 gelangte Angelababy als jüngste Person auf die Hurun Philanthropy List. Mit ihrem Ehemann hatte sie 2,6 Mio. US-$ in ein Hilfsprogramm für arbeitssuchende Universitätsabsolventen fließen lassen.

## Filmografie (Auswahl)

### Film
- 2006: Under the Lion Rock Band Cream (獅子山下菊帶霜)
- 2007: Trivial Matters (破事兒)
- 2009: Short of Love (矮仔多情)
- 2010: All’s Well, Ends Well 2010 (花田喜事2010)
- 2010: Hot Summer Days (全城熱戀)
- 2011: All’s Well, Ends Well 2011 (最強喜事)
- 2011: The Founding of a Party (建黨偉業)
- 2011: Love in Space (全球熱戀)
- 2011: Love You You (夏日樂悠悠)
- 2012: Tao Jie – Ein einfaches Leben (桃姐) – (Cameoauftritt)
- 2012: First Time (第一次)
- 2012: Black & White Episode I: The Dawn of Assault (痞子英雄)
- 2012: Tai Chi Zero (太極1從零開始)
- 2012: Tai Chi Hero (太極2:英雄崛起)
- 2013: Together (在一起)
- 2013: Crimes of Passion (一場風花雪月的事)
- 2013: Detective Dee und der Fluch des Seeungeheuers (狄仁傑之神都龍王)
- 2013: Who Is Your Dish (誰是你的菜) – Kurzfilm
- 2014: Temporary Family (失戀急讓)
- 2014: Rise of the Legend (黃飛鴻之英雄有夢)
- 2014: Love on the Cloud (微愛之漸入佳境)
- 2015: Running Man (奔跑吧！兄弟)
- 2015: You Are My Sunshine (何以笙簫默)
- 2015: Bride Wars (新娘大作戰)
- 2015: Hitman: Agent 47
- 2015: Mojin: The Lost Legend (鬼吹燈之尋龍訣)
- 2016: Kill Time (謀殺似水年華)
- 2016: Independence Day: Wiederkehr (Independence Day: Resurgence)
- 2016: League of Gods (封神傳奇)
- 2016: Love O2O (微微一笑很傾城)
- 2016: See You Tomorrow (擺渡人)
- 2019: The Captain (中國機長)
- 2020: I Remember (明天你是否依然愛我)

### Fernsehen
- 2014–2019: Running Man (奔跑吧兄弟; 87 Episoden)
- 2015: Love Yunge from the Desert (大漢情緣之雲中歌)
- 2017: General and I (孤芳不自賞)

### Synchronsprecherin
Yeung übernahm Synchronrollen für kantonesische Tonfassungen.
- 2009: G-Force – Agenten mit Biss (G-Force)
- 2011: Rapunzel – Neu verföhnt (Tangled) als Rapunzel

## Diskografie (Auswahl)
Singles
- Beauty Survivor (2010)
- Love Never Stops (2010)
- Everyday’s a Beautiful Story (2010)
- Bottom of the Heart / 海底之心 (2011; mit JJ Lin, Soundtrack Love You You)
- Can We Smile Together / 都要微笑好嗎 (2012; Soundtrack First Time)
- Today You Will Marry Me / 今天你要嫁給我 (2015; mit Ni Ni, Chen Xiao und Zhu Yawen, Soundtrack Bride Wars)
- Green Skirt / 绿罗裙 (2015; Soundtrack Love Yunge from the Desert)

## Auszeichnungen (Auswahl)
| Jahr | Preis                                        | Kategorie                              | Werk                                          | Ergebnis  |
| ---- | -------------------------------------------- | -------------------------------------- | --------------------------------------------- | --------- |
| 2013 | Hong Kong Society of Cinematographers Awards | Most Charismatic Actress               |                                               | Gewonnen  |
| 2013 | 13. Chinese Film Media Awards                | Most Anticipated Actress               | First Time                                    | Gewonnen  |
| 2013 | 1. China International Film Festival London  | Best Actress                           | Crimes of Passion                             | Nominiert |
| 2013 | 9. Huading Awards                            | Actress with the Most Media Popularity |                                               | Gewonnen  |
| 2014 | 21. Beijing College Student Film Festival    | Most Popular Actress                   | Detective Dee und der Fluch des Seeungeheuers | Gewonnen  |
| 2014 | 14. Chinese Film Media Awards                | Most Anticipated Actress               | Detective Dee und der Fluch des Seeungeheuers | Nominiert |
| 2016 | 19. Huading Awards                           | Best Actress (Ancient)                 | Love Yunge from the Desert                    | Nominiert |
| 2016 | 33. Hundred Flowers Awards                   | Best Supporting Actress                | Mojin: The Lost Legend                        | Gewonnen  |
| 2016 | 8. Macau International Movie Festival        | Best Actress                           | Kill Time                                     | Nominiert |

## Belege
1. ↑  10年之后再评花旦. Southern Metropolis Daily, 21. Januar 2013, archiviert vom Original am 29. Juli 2017; abgerufen am 18. August 2017 (chinesisch).
2. 1 2 3 4  Q&A: Angelababy. In: SCMO.com. 22. August 2009, abgerufen am 18. August 2017 (englisch).
3. 1 2  Nancy Z: 6 Interesting things you probably didn’t know about Angelababy. In: DramaFever.com. 5. Juni 2015, archiviert vom Original (nicht mehr online verfügbar) am 4. August 2017; abgerufen am 10. Juli 2014 (englisch).
4. 1 2  The 13th Chinese Film Media Awards. In: Sina.com. 20. August 2013, abgerufen am 18. August 2017 (englisch).
5. ↑  Cast list of Tsui Hark’s ‘Di Renjie’ revealed. In: China.org.cn. 3. August 2012, abgerufen am 18. August 2017 (englisch).
6. 1 2  Beijing College Student Film Festival concludes. In: CCTV.com. 12. Mai 2014, archiviert vom Original am 26. Februar 2017; abgerufen am 18. August 2017 (englisch).
7. ↑  《跑男》毁偶像包装 Angelababy全素颜出镜林更新打鼾. In: Ifeng.com. Phoenix New Media, 25. Oktober 2014, abgerufen am 18. August 2017 (chinesisch).
8. ↑  Love stories prove eternal at the box office. In: Sina.com. 25. Dezember 2014, abgerufen am 18. August 2017 (englisch).
9. ↑  “Weibo Night” sets Guinness World Record for “Most mentions of an event on Weibo in 24 hours”. In: Sina.com. 16. Januar 2015, abgerufen am 18. August 2017 (englisch).
10. ↑  Zhang Ru: Top 10 Chinese celebrities in 2015 by Forbes. In: China.org.cn. 12. Mai 2015, abgerufen am 18. August 2017 (englisch).
11. ↑  Gillian Ang: Angelababy to star in Agent 47 movie. In: GeekCrusade.com. 8. Mai 2014, abgerufen am 18. August 2017 (englisch).
12. ↑  Patrick Frater: ‘Mojin’ Breaks IMAX Box Office Record in China. In: Variety.com. 8. Januar 2016, abgerufen am 18. August 2017 (englisch).
13. 1 2  China’s Golden Rooster & Hundred Flowers Film Festival faces ‘popularity vs talent’ controversy. In: Globaltimes.cn. 25. September 2016, archiviert vom Original (nicht mehr online verfügbar) am 8. Dezember 2016; abgerufen am 10. Juli 2024 (englisch).
14. ↑  Angelababy Stars in First TV Drama, “Yun Zhong Ge”. In: JayneStars.com. 13. Mai 2013, abgerufen am 18. August 2017 (englisch).
15. ↑  Heidi Hsia: Angelababy joins “Independence Day 2”. In: Yahoo News. Abgerufen am 18. August 2017 (englisch).
16. ↑  J. Javelosa: ‘Independence Day: Resurgence’ News: Chinese Actress Angelababy to Co-Star in Hollywood Film; New Teaser Videos Released. In: China Topix. 22. Mai 2016, abgerufen am 18. August 2017 (englisch).
17. ↑  Caroline Howard: G.E.M., Angelababy, Soo-hyun Kim and the Actors and Athletes of 30 Under 30 Asia. Forbes, 24. Februar 2016, abgerufen am 18. August 2017 (englisch).
18. ↑  剧版《孤芳不自赏》将开机 Angelababy主演. In: 163.com. 16. Februar 2016, abgerufen am 18. August 2017 (chinesisch).
19. ↑  Yijun Yin: No More Emoji Acting Please, Angelababy. In: China Film Insider. 20. Januar 2017, abgerufen am 18. August 2017 (englisch).
20. ↑  《孤芳不自赏》高收视收官，背后有秘密. In: 163.com. 11. Februar 2017, abgerufen am 25. Februar 2017 (chinesisch).
21. ↑  Actors Huang Xiaoming and Angelababy marry in Qingdao, planning big Shanghai wedding: Report. In: StraitsTimes.com. 27. Mai 2015, abgerufen am 18. August 2017 (englisch).
22. ↑  Actors Huang Xiaoming and Angelababy hold fairy-tale like wedding. In: StraitsTimes.com. 9. Oktober 2015, abgerufen am 18. August 2017 (englisch).
23. ↑  Kristin Tablang: Inside Chinese Star Angelababy’s $31 Million Wedding in Shanghai. In: Forbes. 19. Oktober 2015, abgerufen am 18. August 2017 (englisch).
24. ↑  Angelababy Is Having a Baby! What to Get the World’s Most Lavish Mom-to-Be. In: Vogue.com. 21. Oktober 2016, abgerufen am 18. August 2017 (englisch).
25. ↑  Actors Angelababy and Huang Xiaoming welcome a son in Hong Kong. In: StraitsTimes.com. 17. Januar 2017, abgerufen am 18. August 2017 (englisch).
26. ↑  黄晓明杨颖宣布离婚 – „Huang Xiaoming und Angelababy verkünden die Scheidung“. In: Sina.com. Sina Corporation, 28. Januar 2022, abgerufen am 30. Januar 2022 (chinesisch).
27. ↑  Chinese actress Angelababy’s face examined for court case. In: BBC News. 15. Oktober 2015, abgerufen am 18. August 2017 (englisch).
28. ↑  Angelababy进攻商界 投资百万首开美甲店. In: QQ.com. 10. Januar 2011, abgerufen am 18. August 2017 (chinesisch).
29. ↑  Angelababy投资百万开咖啡店 下月装修十月开幕. In: QQ.com. 20. August 2011, abgerufen am 18. August 2017 (chinesisch).
30. ↑  Chinese celeb Angelababy’s investment fund goes on shopping spree for e-commerce site, juice-diet brand. In: SCMP.com. 19. Juni 2015, abgerufen am 18. August 2017 (englisch).
31. ↑  Tencent founders top list of mainland’s most generous. In: Sina.com. 8. Juni 2016, abgerufen am 18. August 2017 (englisch).
32. ↑  AngelaBaby华鼎奖领奖 云彩低胸薄纱裹身秀曲线. Xinhua News Agency, 11. April 2013, archiviert vom Original am 26. Februar 2017; abgerufen am 18. August 2017 (chinesisch).

## Anmerkung
1. ↑  
Die Veranstaltung war eine alljährliche Fotoshooting-Aktion der Besucher mit dem glückverheißenden Cai Shen – dem chinesischen Gottheit des Reichtums – zum chinesischen Neujahrsfest 2019 eines Hongkonger Einkaufszentrum. Als besonderen Gast und Besuchermagnet wurde Angelababy eingeladen, die bis dahin bereits elf Mal bei dieser Veranstaltung dabei gewesen war.

| Personendaten    | Personendaten |
| ---------------- | --- |
| NAME             | Angelababy |
| ALTERNATIVNAMEN  | Yáng, Yǐng (Geburtsname, Pinyin); Joeng4, Wing5 (Jyutping); Yeung, Wing (kantonesisch); Yeung, Angela (englisch); 楊穎 (Geburtsname, chinesisch, Langzeichen); 杨颖 (Geburtsname, chinesisch, Kurzzeichen) |
| KURZBESCHREIBUNG | chinesisches Model, Schauspielerin und Sängerin |
| GEBURTSDATUM     | 28. Februar 1989 |
| GEBURTSORT       | Shanghai |